# Borstplaat (bedrijf)
Borstplaat was de naam van een import- en distributiebedrijf van grammofoonplaten, gerund door het Amsterdamse vrouwencollectief. Dit collectief nam het bedrijf in 1982 over van de Amerikaanse Carol V. Bloom, die het in 1979 had opgericht. Het bedrijf was aanvankelijk erg afhankelijk van de Amerikaanse markt, maar na verloop van tijd verschoof dit, en begonnen Nederlandse platen een groot deel van het aanbod te vormen. Het bedrijf werd opgeheven in 1989. 